# Jerukleueut
Jerukleueut is een bestuurslaag in het regentschap Majalengka van de provincie West-Java, Indonesië. Jerukleueut telt 2603 inwoners (volkstelling 2010).